# Johnny Dee
Johnny Dee (ur. 4 listopada 1992 w Denver) – amerykański koszykarz, występujący na pozycji rozgrywającego, obecnie zawodnik Delteco Gipuzkoa Basket.
8 listopada 2015 roku został zawodnikiem Polpharmy Starogard Gdański. 18 września 2017 został zawodnikiem Saenz Horeca Araberri.

## Osiągnięcia
Stan na 5 lutego 2020, na podstawie, o ile zaznaczono inaczej.
NCAA
- Zaliczony do:
  - I składu:
    - konferencji West Coast (WCC – 2014, 2015)
    - turnieju:
      - WCC (2013)
      - turnieju Gulf Coast Showcase (2014)

    - pierwszoroczniaków WCC (2012)

  - Honorable Mention WCC (2012, 2013)
- Lider[4]:
  - NCAA w skuteczności rzutów wolnych (2014)
  - WCC w skuteczności rzutów:
    - wolnych (2013–2015)
    - za 3 punkty (2012)

Drużynowe
- Mistrz II ligi hiszpańskiej LEB Oro (2019)
- Zdobywca Pucharu Księżniczki Asturii (2019, 2020[5])

Indywidualne
- MVP Pucharu Księżniczki Asturii (2020)